# Линней, Элизабет
Элизабет Кристина фон Линней, до получения её отцом дворянства — Элизабет Кристина Линнея (швед. Elisabeth Christina von Linné, Elisabeth Christina Linnaea, 1743—1782) — дочь выдающегося шведского естествоиспытателя и медика Карла Линнея. Известна как первая в Швеции женщина-ботаник в современном понимании этого термина. В литературе её имя нередко записывается как Лиза Стина (Lisa Stina).

## Биография
Элизабет Кристина родилась 14 июня 1743 года. Она была вторым ребёнком в семье Карла Линнея (1707—1778) и его жены Сары Элизабет Мореи (1716—1806) — её старшим братом был Карл Линней-младший (1741—1783). Получила домашнее образование, ни в каких учебных заведениях не училась.
Явление Элизабет Линней
Элизабет Кристина была первой, кто описал оптический феномен, при котором наблюдателю кажется, будто яркие цветки растения излучают свет и даже производят небольшие световые вспышки. Свои размышления на эту тему она опубликовала в 1762 году (в возрасте 19 лет) в статье, изданной Шведской королевской академией наук; в статью были также включены комментарии, написанные самим Карлом Линнеем. Элизабет предположила, что этот феномен, который она наблюдала у цветков настурции большой (Tropaeolum majus), имеет электрическую природу. На эту статью обратил внимание знаменитый английский естествоиспытатель и поэт Эразм Дарвин (дед Чарльза Дарвина): он сослался на неё в своей работе 1789 года The botanic garden, part II, containing the loves of the plants. Дарвин в статье также сообщил, что феномен был подтверждён публикациями других учёных и свойственен многим растениям с ярко окрашенными венчиками, при этом в наибольшей степени проявляется в сумерках. Работу Дарвина в молодости читали ставшие позже знаменитыми английские поэты Уильям Вордсворт и Сэмюэл Кольридж — в их творчестве можно найти поэтическое описание феномена, при котором растения будто подмигивают человеку. Современной наукой феномен объясняется свойственными человеческому глазу так называемыми цветовыми последовательными образами (послеобразами), связанными с возбуждением, которое, возникнув в сетчатке глаза, исчезает не мгновенно, а постепенно. Явление в литературе нередко называют «Явлением (феноменом) Элизабет (Елизаветы) Линней».

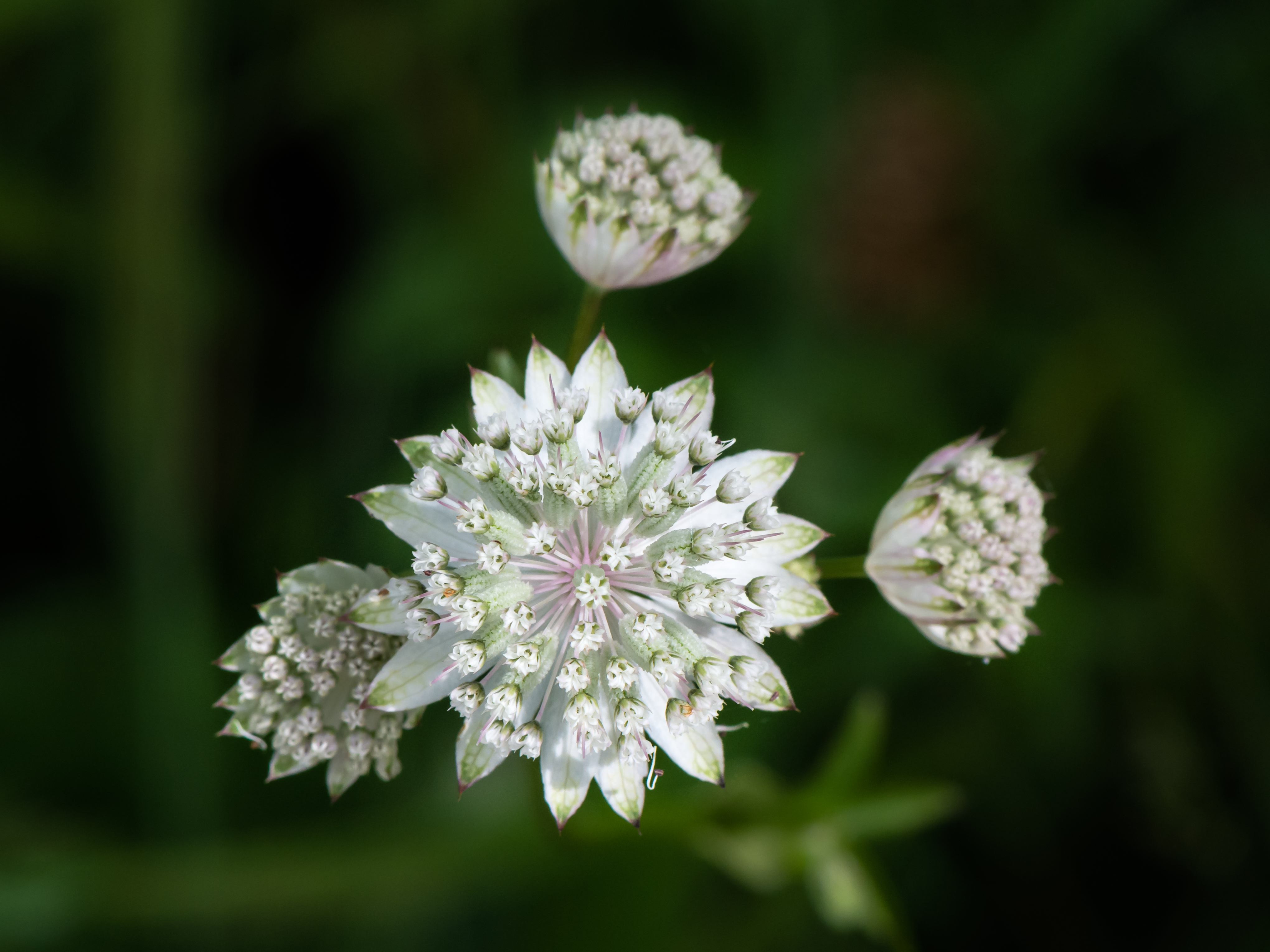
Соцветия Астранция крупная|астранции крупной (Astrantia major). Шведское общеупотребительное название этого растения — «дочери Линнея» (Linnés döttrar)

Скончалась 15 апреля 1782 года в Хаммарбю в возрасте 38 лет.

## Семья
Элизабет Линней вышла замуж за майора Карла Фредрика Бергенкранца (швед. Carl Fredrik Bergencrantz, 1726—1792), который был внуком одного из учителей Карла Линнея, Улофа Рудбека младшего.
Дети:
- Карл Фредрик Бергенкранц (швед. Carl Fredrik Bergencrantz, 1765—1765).
- Сара Лиза Бергенкранц (швед. Sara Lisa Bergencrantz, 1766—1846). Вышла замуж за подполковника Пера Мартина (швед. Per Martin, 1760—1827), коменданта Ваксхольма; у них было 14 детей[6].

## Элизабет Линней в литературе
Судьбе Элизабет Линней посвящён опубликованный в 2013 году роман Den som jag trodde skulle göra mig lycklig шведской писательницы Кристины Вальден. В нём рассказывается о её несчастной любви к Даниэлю Соландеру (1733—1782), одному из апостолов Линнея, а также о том, как «её жажда знаний тонет в бытовых заботах».